# رولانداس گیمبوتیس
رولانداس گیمبوتیس (به انگلیسی: Rolandas Gimbutis) (زادهٔ ۱۱ فوریهٔ ۱۹۸۱) شناگر اهل لیتوانی است.